# Papoose (Rapper)

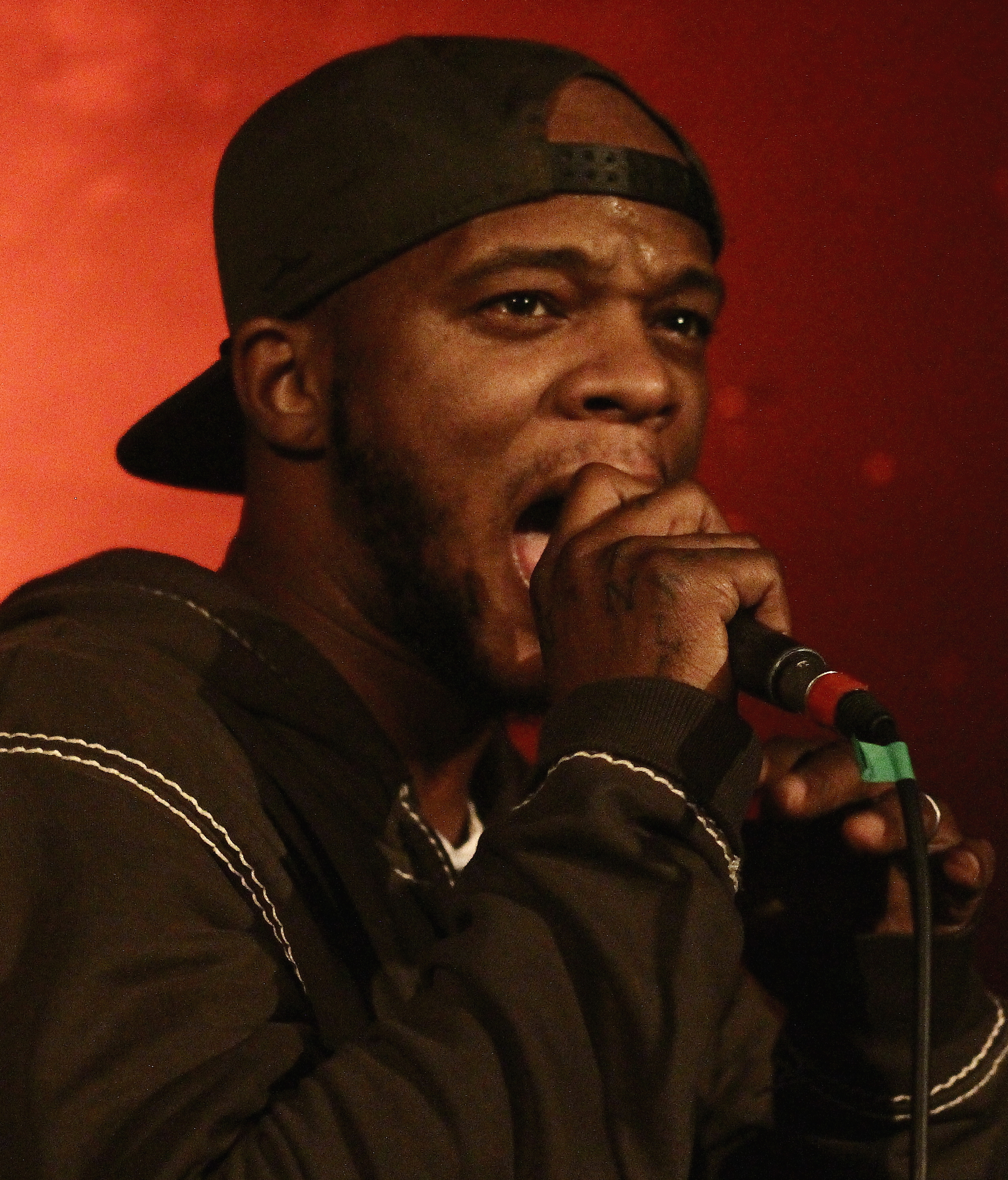
Papoose, 2013

Papoose (eigentlich Shamele Mackie; * 5. März 1978 in Brooklyn, New York) ist ein US-amerikanischer Rapper.

## Karriere
Papoose ist bekannt durch eine große Anzahl von ihm herausgebrachter Mixtapes. 1998 trat er erstmals in die Öffentlichkeit, als er einen Song auf dem Mixtape DJ Kay Slay's Streetsweeper, Vol. 2: The Pain from the Game auf Sony veröffentlichte. Er gewann 2005 den MTV Justo Award als bester Underground-Rapper des Jahres. Einer seiner bekanntesten Songs ist Alphabetical Slaughter, bei dem Papoose nur mit alphabetisch angeordneten, alliterativen Versen rappt.
Papoose Stil aehnelt dem des aus Harlem stammenden Rappers Big L.
Papoose hatte ein Plattenvertrag mit Jive Records unterschrieben. Für die Unterschrift bekam er 1,5 Millionen Dollar. Er verließ das Label jedoch nach „einem Jahr der Hölle“.
Er veröffentlichte ein Mixtape mit Memphis Bleek bei Roc-A-Fella Records, dem Label von Damon Dash und Jay-Z. Das Erscheinungsdatum von seinem Debütalbum The Nacirema Dream (American von hinten nach vorne geschrieben) ist nicht bekannt, da Papoose nach dem Verlassen des Labels Jive keinen Vertrag mit einem Label unterzeichnet hat. Erst wenn er ein neues Label gefunden hat, kann er sein Album herausbringen. Bisher veröffentlichte er 21 Mixtapes die allesamt zum Download ins Internet gestellt wurden. Er rappte außerdem in dem Song Touch It (Remix) von Busta Rhymes mit und veröffentlichte weitere Titel mit ihm. Einer davon, Gun Of Mines (auch Drop It) wurde von Dr. Dre produziert. Außerdem ist er auf dem Song Ridin' (Remix) von Chamillionaire zu hören. Zudem war er mit seinem Song Born to Win auf dem Soundtrackalbum zum Videospiel Madden NFL 06 vertreten.
Fälschlicherweise wird angenommen, dass er die fünf Stadtteile von New York auf seiner Hand tätowieren ließ da man diese im Videoclip zum Remix des Songs Touch It von Busta Rhymes und auf dem Cover des 2012 erschienenen Mixtapes „Most Hated Alive“ sah. Die Tätowierungen waren aber nicht echt, sondern sind nur im Video zu sehen, wie Papoose in dem Text betont.
Papoose arbeitete mit weiteren Rappern zusammen wie Nas, Busta Rhymes, Talib Kweli, AZ, Mobb Deep, Ghostface Killah, Kool G Rap, Lupe Fiasco, Jae Millz, Chamillionaire, Paul Wall, Juvenile und noch vielen mehr. Er ist mit der bekannten Rapperin Remy Ma verlobt.

## Diskografie

### Mixtapes
- 2004: Art & War
- 2004: Street Knowledge
- 2004: The Beast from the East
- 2004: Election Day
- 2005: A Moment of Silence
- 2005: The Underground King
- 2005: Sharades
- 2005: Mixtape Murder
- 2005: A Bootlegger’s Nightmare
- 2005: Bedstuy Do or Die (mit Memphis Bleek)
- 2005: The Best of Papoose (mit Unfinished Business)
- 2006: Menace II Society Part II
- 2006: A Threat and a Promise
- 2006: The Boyz in the Hood
- 2006: The 1.5 Million Dollar Man
- 2006: Second Place Is the First Loser
- 2006: The Fourth Quarter Assassin
- 2007: Internationally Known
- 2007: Already a Legend
- 2008: Build or Destroy
- 2009: 21 Gun Salute
- 2009: Military Grind
- 2010: Papoose Season
- 2011: The 2nd coming
- 2011: King of New York
- 2013: Nacirema Dream

### Features (Auswahl)
- Touch It (Remix) von Busta Rhymes (feat. Mary J. Blige, Missy Elliott, Rah Digga, Lloyd Banks, DMX & Papoose)
- Crowded von Jeannie Ortega (feat. Papoose)
- Ridin' (Remix) von Chamillionaire (feat. Papoose & Jae Millz)
- Where U At von Joe (feat. Papoose)
- Home Sweet Funeral Home von Kool G Rap (feat. Papoose & Jinx)
- Where It Started At von Hi-Tek (feat. Jadakiss, Talib Kweli, Raekwon und Papoose)
- Dumpin’ von 2 Pac (feat. Carl Thomas, Hussein Fatal und Papoose)